# Hercyna (mythologie)
Hercyna (en grec ancien Ερκύνα) est une nymphe de la mythologie romaine.

## Biographie
Fille de Trophonios et compagne de Perséphone, elle est à l'origine du culte de Cérès à Lébadée.